# Bonnyrigg Rose Football Club
El Bonnyrigg Rose Football Club es un club de fútbol de Escocia, con sede en Bonnyrigg. Fue fundado en 1881 y compite en la Lowland League, la quinta categoría del fútbol escocés.

## Historia
Fue fundado en el año 1881 en la ciudad de Bonnyrigg en Midlothian pero fue hasta 2019 que fue aceptado en la Scottish Football League luego de ser campeón de la Liga Premier del Este en cuatro ocasiones y porque la East of Scotland Football League fue aceptada dentro de la liga.

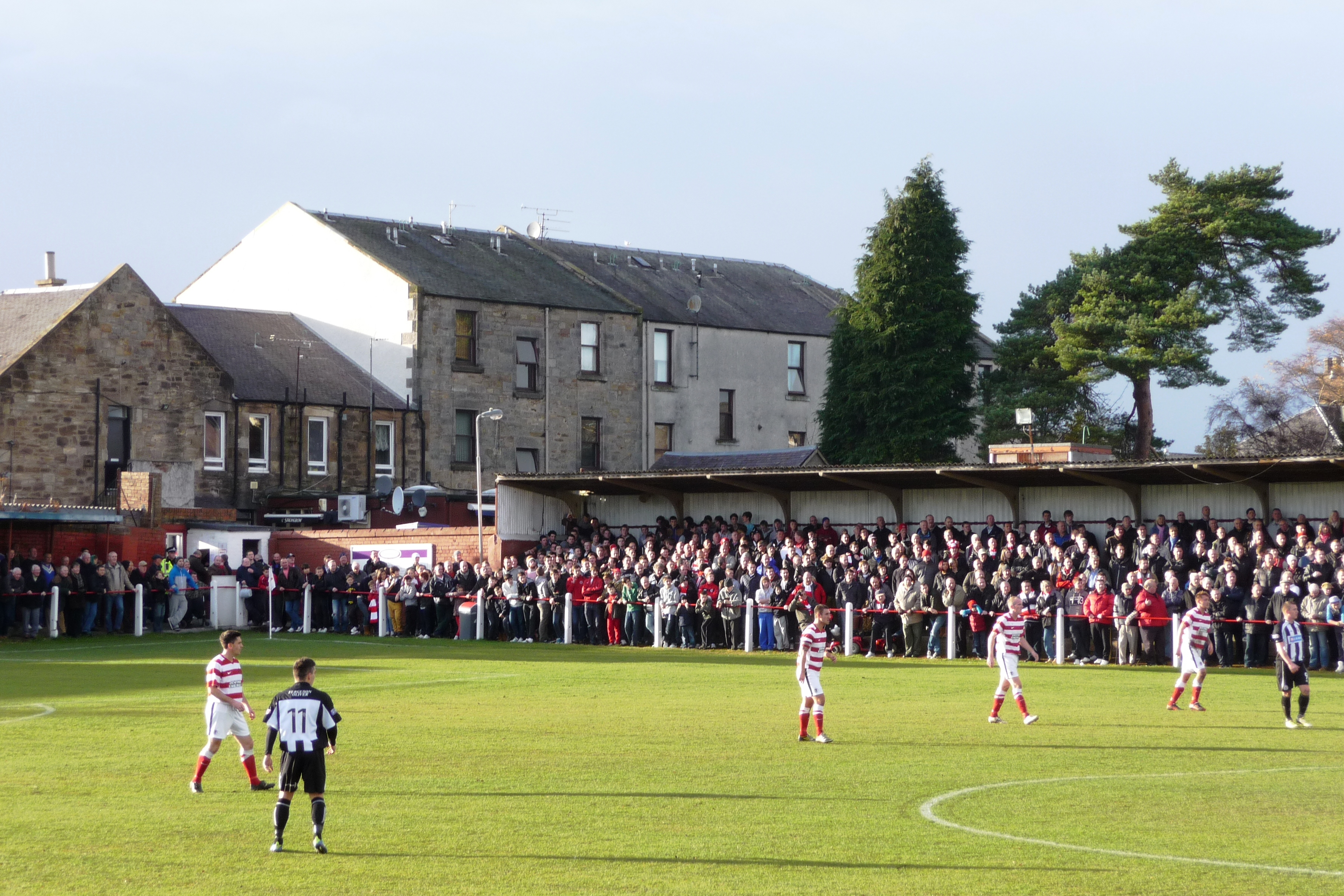
Bonnyrigg ante Brechin City en la Copa de Escocia de 2012-13.

Su primera aparición en la Copa de Escocia fue en 2009/10, Bonnyrigg perdió ante el Fraserburgh. mejores resultados llegaron en la edición de 2012-13, siendo eliminado por el Brechin City de la segunda división en la tercera ronda luego de haber eliminado al Girvan y al Stirling University en las rondas anteriores.
Su tercera aparición en la Copa de Escocia fue en 2016–17, eliminando en la primera ronda al Glasgow University y luego al Burntisland Shipyard por 14–0, la mayor victoria en el torneo desde la edición de 1984. Posteriormente vencío al Turriff United y al Cove Rangers FC. En un gran partido, el Bonnyrigg eliminó al Dumbarton de la Scottish Championship luego del replay de la cuarta ronda. Al final fue eliminado por el equipo que sería el campeón, el Hibernian, luego de que el partido fuera trasladado al Tynecastle Stadium en Edinburgh por la expectativa de tener más aficionados y por las mejores facilidades en comparación con el New Dundas Park. El marcador final fue una derrota por 1-8 ante 5000 espectadores que viajaron desde Midlothian para apoyar al club.
En la Copa de Escocia fue eliminado en la primera ronda por el Deveronvale FC, aunque terminó como campeón de la Liga del Este y logró el ascenso a la Lowland League. En 2019/20 fue eliminado en la cuarta ronda de la copa de Escocia por el Clyde FC y la liga fue cancelada por la pandemia de Covid-19 cuando el equipo iba en segundo lugar de la clasificación.
En 2020/21 la liga fue nuevamente cancelada por la misma razón cuando el club iba en tercer lugar, y en la Copa de Escocia fue eliminado en la tercera ronda por el Dundee FC.
Para la temporada 2021/22 fue eliminado en la tercera ronda de la Copa de Escocia por el Alloa Athletic FC, mientras que en su primera temporada completa en la liga logra el ascenso a la Scottish League Two por primera vez como campeón.

## Palmarés

### Torneos locales
- Liga de Fútbol Lowland (1): 2021-22
- Liga del Este de Escocia (1): 2018-19